# Подолесье (Речицкий район)
Подолесье (бел. Падалессе) — деревня в Глыбовском сельсовете Речицкого района Гомельской области Белоруссии.

## География

### Расположение
В 17 км на северо-запад от районного центра и железнодорожной станции Речица (на линии Гомель — Калинковичи), 67 км от Гомеля.

## Транспортная сеть
Транспортные связи по просёлочной, затем автомобильной дороге Светлогорск — Речица. Планировка состоит из короткой прямолинейной улицы, близкой к меридиональной ориентации и застроенной деревянными усадьбами.

## История
Основана в начале XX века переселенцами из соседних деревень. Наиболее активная застройка приходится на 1920-е годы. С 30 декабря 1927 года до 2 апреля 1959 года центр Подлесского сельсовета Речицкого района, с 20 февраля 1938 года Гомельской области. В 1931 году организован колхоз «Росток социализма», работала кузница. Во время Великой Отечественной войны в боях около деревни погибли 17 советских солдат и партизан (похоронены в братской могиле на кладбище). 12 жителей погибли на фронте. Согласно переписи 1959 года в составе совхоза «Подлесье» (центр — деревня Милоград).
В состав Подлесского сельсовета до середины 1930-х годов входил не существующий в настоящее время хутор Сабичев.

## Население

### Численность
- 2004 год — 20 хозяйств, 43 жителя.

### Динамика
- 1930 год — 33 двора, 176 жителей.
- 1959 год — 178 жителей (согласно переписи).
- 2004 год — 20 хозяйств, 43 жителя.

## Культура
- Деревня включена в состав маршрута памяти «По дорогам Великой Отечественной войны на территории Глыбовского сельсовета» (2024). Перед въездом в агрогородок Глыбов размещен стенд с маршрутом и обозначениями, где и в каких населённых пунктах имеются памятник, обелиск, братская могила или воинское захоронение.

## Достопримечательность
- Братская могила
- Воинские захоронения
- Памятник